# 십자인대
십자인대(十字靭帶, cruciate ligaments, cruciform ligaments)는 알파벳 X 모양으로 배열되어 있는 한 쌍의 인대를 가리킨다. 십(十)자 모양으로 교차되는 인대로도 볼 수 있다. 십자인대는 무릎관절이나 고리중쇠관절과 같은 몸의 여러 관절에서 발견된다. 서로 교차하는 인대는 관절을 안정하게 하며 움직임의 범위를 크게 해 준다.